# フィンウェ
フィンウェ（Finwë、第一紀4550年? - 4995年）は、J・R・R・トールキンの中つ国を舞台とした小説、『シルマリルの物語』の登場人物。
ノルドールの最初の上級王であり、そのためノルダラン（Ñoldaran）とあだ名されることがあった。
前妻にミーリエル。前妻との息子にフェアノール。
後妻にインディス。後妻との息子にフィンゴルフィンとフィナルフィン。娘にフィンディスとイリメ。

## 西方への移動
かれはクウィヴィエーネン（目覚めの湖）のほとりで目覚めた最初のエルフのひとりである。オロメはかれらを見いだし、ヴァラールの待つ西方の地アマンへと召しだそうとしたが、ヴァラールをおそれたエルフたちはこれに応じなかった。そこでオロメは、イングウェ、フィンウェ、エルウェの三人を使節として選び、ヴァリノールへと送った。かの地でヴァラールと二本の木の光を見たかれらは、クウィヴィエーネンに戻ると、同胞たちに西方への移住を勧めた。フィンウェの民はそのほとんどがかれに従い、アマンの地へと移住した。かれらは旅の第二陣であり、ノルドールと呼ばれるようになった。
フィンウェとエルウェは友情を育み、西方への旅の途中、エルウェは先を行くフィンウェの陣をなんども訪れた。エルウェの率いるテレリの歩みは遅く、イングウェの民ヴァンヤールと、フィンウェの民ノルドールがアマンへと渡って行ったとき、かれらは中つ国に置き去りにされた。長い年月が過ぎ去り、フィンウェはテレリのことを懐かしみ、かれらが望むのならアマンに連れてきてくれるようにウルモに願った。そのためテレリのうち、オルウェに率いられた一団はついに海を渡り、アマンの地でファルマリとなった。

## ノルドールの悲劇のはじまり
フィンウェの最初の妻ミーリエルは、息子フェアノールを産むと心身ともに疲れ、ローリエンの庭に横たわり、この世を去った。フィンウェは二人目の妻インディスを娶り、二人の息子フィンゴルフィンとフィナルフィン、二人の娘フィンディスとイリメが生まれた。フェアノールはこのことを好まず、インディスとその子供たちを嫌った。
フェアノールとフィンゴルフィンは、メルコールの虚言もあって対立した。フィンウェはこの対立を解消しようとしたが、その面前でフェアノールはフィンゴルフィンに剣を突きつけた。このためヴァラールはフェアノールをティリオンの都から12年間追放することを決めた。フェアノールは息子たちとともにフォルメノスを築いて移り住んだ。フィンウェはフェアノールを深く愛していたため、かれの元に移り住み、自らを廃王と見なした。ノルドールはフィンゴルフィンに統治されることとなり、このことからフェアノールの自分の一党以外のエルダールへの愛は減じ、ヴァラールへの不信は深まっていった。
その後フィンウェはフォルメノスでメルコールに殺され、ヴァリノールで最初に殺されたものになった。メルコールによってフィンウェが殺されシルマリルが盗まれると、フェアノールとフェアノールの息子たちは、「フェアノールの誓言」と呼ばれるおそろしい誓いをたて、同族殺しを繰り返すことになる。最愛の父が殺されなければ、フェアノールがここまで駆り立てられることはなかったのかもしれない。
※フィンウェの名前は完全には翻訳されていない。『シルマリルの物語』の用語集によるとFinは「髪」、他の文献によると「技能」と訳される。

## フィンウェの家族
フェアノール、フィンゴルフィン、フィナルフィンの系図に関しては各個の項目を参照のこと。
| ミーリエル | ミーリエル | ミーリエル | ミーリエル | ミーリエル   | ミーリエル   |              |              | フィンウェ   | フィンウェ   | フィンウェ | フィンウェ | フィンウェ | フィンウェ |              |              |              |              |              |              | インディス | インディス | インディス       | インディス       | インディス       | インディス       |                  |                  |  |  |        |        |        |        |        |        |  |  |                |                |                |                |                |                |
| ミーリエル | ミーリエル | ミーリエル | ミーリエル | ミーリエル   | ミーリエル   |              |              | フィンウェ   | フィンウェ   | フィンウェ | フィンウェ | フィンウェ | フィンウェ |              |              |              |              |              |              | インディス | インディス | インディス       | インディス       | インディス       | インディス       |                  |                  |  |  |        |        |        |        |        |        |  |  |                |                |                |                |                |                |
|            |            |            |            |              |              |              |              |              |              |            |            |            |            |              |              |              |              |              |              |            |            |                  |                  |                  |                  |                  |                  |  |  |        |        |        |        |        |        |  |  |                |                |                |                |                |                |
|            |            |            |            |              |              |              |              |              |              |            |            |            |            |              |              |              |              |              |              |            |            |                  |                  |                  |                  |                  |                  |  |  |        |        |        |        |        |        |  |  |                |                |                |                |                |                |
|            |            |            |            | フェアノール | フェアノール | フェアノール | フェアノール | フェアノール | フェアノール |            |            |            |            | フィンディス | フィンディス | フィンディス | フィンディス | フィンディス | フィンディス |            |            | フィンゴルフィン | フィンゴルフィン | フィンゴルフィン | フィンゴルフィン | フィンゴルフィン | フィンゴルフィン |  |  | イリメ | イリメ | イリメ | イリメ | イリメ | イリメ |  |  | フィナルフィン | フィナルフィン | フィナルフィン | フィナルフィン | フィナルフィン | フィナルフィン |

## 伝説の初期ヴァージョン
最初の家系の草稿では、フィンウェにはフィンルン(Finrun)という名の末子を含む四人の息子がいたが、その後フィンロド(のちのフィナルフィン)が末の息子になったため、かれは欠落してしまったらしい。
後期ヴァージョンのフェンウェは、インディスとの間に長子フィンディス、三子ファニエル、末子フィンヴァインという三人の娘が加えられた。さらに後期のヴァージョンでは、ファニエルは欠落してしまったらしいが、フィンディスとフィンヴァインは残った。フィンヴァイン(イリメと改名)は、フィナルフィンが再びフィンウェの末子になったため、フィンゴルフィンの後に移動した。